# He Is (Brandy-Lied)
He Is ist ein Song der US-amerikanischen Sängerin Brandy. Geschrieben wurde er von Warryn Campbell, Harold Lilly und Brandy. Die Koproduktion von Brandy und Campbell wurde als Promotion-Single aus dem dritten Studioalbum der Sängerin, Full Moon, ausgekoppelt. Der am 17. September 2002 veröffentlichte Song stieg nicht in den Billboard-Hot-100-Charts ein, war jedoch mit Rang 78 ein moderater Hit in den R&B/Hip-Hop-Charts.

## Hintergrund
Der Song war vom Autor und Gospel-Interpret Warryn Campbell ursprünglich als pure Gospel-Nummer gedacht, die Gott preisen sollte. Jedoch lehnte Brandy ab und schrieb den Song um in eine Ballade mit weltlichem Inhalt. Dennoch behielten Lilly und Campbell – unterschwellig – die spirituelle Bedeutung in dem Text bei. So spreche der Song von Gott in der dritten Person ("And I'm so glad you're my/Prince charming, my angel/My king and my friend/My love, my one/He is, he is."; "Und ich bin so froh, dass du mein liebreizender Prinz bist, mein Engel, mein König und mein Freund, meine Liebe, mein Einziger/Er ist, er ist"). Sie hätten Brandy so unwissentlich doch einen Gospel-Song "untergejubelt" und erklärten der Sängerin, der Titel handele von Geburt. Das war es auch, was die Brandy davon überzeugte, den Titel aufzunehmen, denn sie war während der Veröffentlichung selbst hochschwanger. Deshalb drehte sie auch weder ein Musikvideo noch sang sie das Lied live und trat auch nicht in Talkshows auf, um den Titel zu bewerben. In der MTV-Reality-Show Brandy: A Special Delivery konnte man Brandy bei den Aufnahmen eines Pop-Remixes mit Robert Smith sehen. Diese Version wurde zusätzlich an die Radiostationen gesandt.

## Charts
| Chart (2002)                     | Peak position |
| -------------------------------- | ------------- |
| Vereinigte Staaten (R&B/Hip-Hop) | 78            |